# Point Lobos State Natural Reserve
Point Lobos State Natural Reserve, oft einfach Point Lobos genannt, ist ein Schutzgebiet südlich von Monterey, Kalifornien und im Norden des Küstenabschnitts Big Sur. Durch die sehr steil abfallenden Meeresküste (der Meeresgrund erreicht schnell Charakteristika des Pazifiks mehrere Kilometer abseits der Küste) entstehen ungewöhnliche Tideneffekte, wobei ungewöhnlich große Mengen von Sauerstoff ins Ozeanwasser gelangen. Dies wiederum zieht eine ungewöhnliche Pflanzen- und Tierwelt an, von hohen Planktonkonzentrationen die Nahrungskette hoch hin zu größeren Säugetieren. Am bekanntesten ist Point Lobos für seine Seeotter-Population.

Strand China Cove

Point Lobos bietet viele direkt am Meer gelegene Wanderwege und mehrere Strände. In der historischen Whalers Cabin gibt es ein kleines Museum. Point Lobos ist einer von nur zwei Orten, wo die Monterey-Zypresse in freier Wildbahn wächst. In den Gewässern um Point Lobos gedeihen ausgedehnte Tangwälder. Etwa die Hälfte des Schutzgebietes liegt unter Wasser und kann nur beim Tauchen erkundet werden.